# 第11回サンフランシスコ映画批評家協会賞
第11回サンフランシスコ映画批評家協会賞は、サンフランシスコ映画批評家協会が2012年の映画作品に贈る賞である。2012年12月16日に発表された。

## 受賞一覧
- 作品賞:
  - 『ザ・マスター』

- 監督賞:
  - キャスリン・ビグロー - 『ゼロ・ダーク・サーティ』

- オリジナル脚本賞:
  - 『ゼロ・ダーク・サーティ』 - マーク・ボール

- 脚色賞:
  - 『リンカーン』 - トニー・クシュナー

- 主演男優賞:
  - ホアキン・フェニックス - 『ザ・マスター』

- 主演女優賞:
  - エマニュエル・リヴァ - 『愛、アムール』

- 助演男優賞:
  - トミー・リー・ジョーンズ - 『リンカーン』

- 助演女優賞:
  - ヘレン・ハント - 『セッションズ』

- アニメ映画賞:
  - 『パラノーマン ブライス・ホローの謎』

- 外国語映画賞:
  - 『愛、アムール』（ オーストリア、 ドイツ、 フランス）

- ドキュメンタリー賞:
  - The Waiting Room

- 撮影賞:
  - 『ライフ・オブ・パイ/トラと漂流した227日』 - クラウディオ・ミランダ

- プロダクション・デザイン賞:
  - 『ムーンライズ・キングダム』 - アダム・ストックハウゼン

- マーロン・リッグス賞:
  - ピーター・ニックス - 『The Waiting Room』

- 特別賞:
  - 『Girl Walk//All Day』